# Скроневий м'яз
Скроневий або висковий м'яз (лат. musculus temporalis) — один з жувальних м'язів.

## Початок та прикріплення
М'яз складається з двох типів пучків: передніх та задніх. Вони розпочинаються по всій довжині нижньої скроневої лінії тім'яної кістки, луски скроневої кістки, скроневої поверхні лобної кістки та великого крила клиноподібної кістки. Потім обидва типи пучків формують сухожилок, який кріпиться до вінцевого відростка нижньої щелепи.

## Кровопостачання та іннервація
М'яз живиться від поверхневої та передньої глибокої скроневих артерій. Іннервація забезпечується глибоким скроневим нервом, який є гілкою нижньощелепного нерва.

## Функція
М'яз піднімає нижню щелепу; задні пучки також тягнуть нижню щелепу назад.